# Al·lona
Al·lona (en hebreu, אלונה) és un consell regional situat a l'est de Binyamina, al districte de Haifa d'Israel. El nom, que en hebreu vol dir "roures", prové del gran nombre d'aquests arbres que hi ha a la regió.
El consell regional d'Al·lona agrupa tres moixavim, que es dediquen a l'agricultura, sobretot de vinya:
- Ammiqam
- Aviel
- Givat Nili